# Maurice Béjart
Maurice Béjart, all'anagrafe Maurice-Jean Berger (Marsiglia, 1º gennaio 1927 – Losanna, 22 novembre 2007), è stato un danzatore e coreografo francese.
Utilizzò il nome d'arte Béjart dal cognome della moglie di Molière, Armande Béjart, drammaturgo che fu per lui un punto di riferimento.

## Biografia
Figlio del filosofo Gaston Berger, seguì i corsi di danza parallelamente agli studi liceali e universitari. Affascinato da uno spettacolo di Serge Lifar, decise di consacrarsi completamente alla danza. Fece il suo debutto artistico a 14 anni prima all'Opéra di Parigi, poi accanto a Roland Petit.
Nel 1951, creò il suo primo balletto, L'inconnu, a Stoccolma. Nel 1955, creò Symphonie pour un homme seul con la sua compagnia, i Ballets de l'Étoile (musica di Pierre Henry e Pierre Schaeffer), che gli valse gli onori della stampa e del pubblico. Nel 1960, dopo essere stato notato da Maurice Huisman, allora direttore del Théâtre royal de la Monnaie, fondò a Bruxelles il Ballet du XXe siècle, con il quale percorse il mondo intero iniziando alla danza un vasto pubblico di neofiti. Nel 1970 mise a punto la sua versione de L'uccello di fuoco sulla musica di Igor Stravinskij privandolo di ogni aspetto di favola e portandolo ai tempi moderni. L'anno seguente creò una coreografia sulla musica dei lieder di Gustav Mahler Canti di un compagno errante, rappresentandola prima a Bruxelles e poi alla Scala di Milano.
Nel 1987, al termine di un conflitto aperto con il direttore del teatro della La Monnaie/De Munt Gerard Mortier, in piena tournée a Leningrado, Béjart decise di non tornare più in Belgio. Poco tempo dopo, la Philip Morris International, con sede a Losanna, gli propose di stabilirsi in Svizzera. Béjart sciolse il Ballet du XXe siècle e fondò a Losanna una nuova compagnia, il Béjart Ballet Lausanne.
Sia per il "Ballet du XXe siècle" che a Losanna, Béjart accolse danzatori di alto livello di qualsiasi nazionalità. Desideroso di dare nuovo vigore alla danza maschile, pretese dai suoi interpreti una perfetta padronanza della danza accademica e una grande capacità di adattamento alle correnti neoclassiche. Fedele ad un'idea di spettacolo globale, mescolò l'universo musicale, lirico, teatrale e coreografico mettendo in evidenza le qualità individuali dei solisti ed esigendo allo stesso tempo il massimo dai movimenti d'insieme.
Le tematiche affrontate dal Béjart sono state spesso universali ed egli non ha esitato a mettere in scena i grandi problemi dell'attualità, come l'AIDS o l'ecologia. Nel 1998 venne condannato per plagio: il suo spettacolo Le Presbytère contiene una scena copiata da La chute d'Icare del coreografo belga Frédéric Flamand. Nel 1999 gli venne consegnato il Prix de Kyoto. Béjart ha avuto detrattori che lo hanno accusato di essere troppo "classico" e non è mai riuscito veramente ad imporre il suo nome nei paesi anglosassoni. È innegabile però che abbia contribuito enormemente alla nascita della danza contemporanea in Francia, in Belgio e non solo, grazie alle sue importanti realizzazioni e anche grazie alle generazioni di coreografi formatisi alla sua scuola del Mudra.

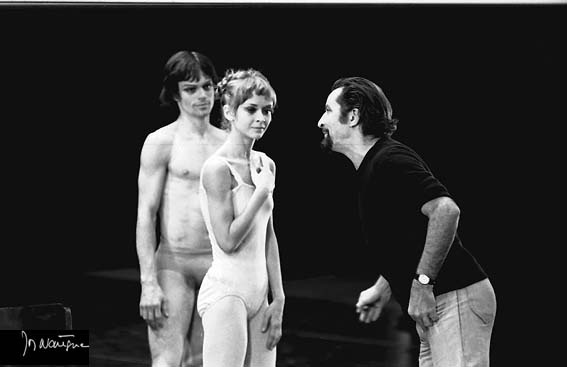
Maurice Béjart, Rita Poelvoorde e Bertrand Pie nelle prove di Pli selon Pli

### La scuola Mudra e la scuola Rudra
Nel 1970 Béjart fondò la Scuola Mudra a Bruxelles con l'intento di offrire corsi di danza a giovani talenti. Questa scuola formerà numerosi danzatori e coreografi che parteciperanno attivamente alla nascita e alla diffusione della danza contemporanea in Europa. Citiamo, tra gli altri, Maguy Marin e Anne Teresa De Keersmaeker. Béjart aprì anche la sua scuola Mudra a Dakar, prima di stabilirsi a Losanna per fondare nel 1992 la Scuola - atelier Rudra, che ha fornito, nell'arco di due anni, una formazione completa per chi volesse diventare ballerino. È ancora oggi una delle scuole più prestigiose in Europa.

### I grandi successi
Symphonie pour un homme seul del 1955, su musica concreta di Pierre Henry e Pierre Schaeffer, è il primo capolavoro di Béjart e incarna, con un'autorità allucinante, l'uomo errante in un universo brulicante e ostile, dominato da forze oscure, dal quale spunta improvvisamente una donna dall'erotismo aggressivo. L'uomo cerca di scappare dalla schizofrenia crescente attraverso la sublimazione, aggrappandosi ad una corda (dinamica ascensionale, una costante bejartiana). In questo balletto sono caratteristiche essenziali la brutalità degli accenti, gli enchaînement inaspettati, la ricerca parossistica dell'en dehors, la mescolanza del vocabolario classico e moderno, la stretta coesione tra il gesto drammatico, il ritmo e il suono.
Le sacre du printemps (1959), sulla partitura di Igor' Stravinskij, è un altro capolavoro di Béjart in cui egli celebra l'esplosione della primavera, e il risvegliarsi della vita e della natura, nell'unione di due giovani, dando a questo atto un significato universale. Secondo il coreografo George Balanchine, Le sacre du printemps di Béjart è la miglior realizzazione coreografica del balletto di Stravinskij. Il famosissimo Boléro su musica di Maurice Ravel esprime la vocazione al monumentale, all'ecumenismo, è un fantasma del teatro totale, la volontà di abbracciare tutto con la propria arte; diventata la coreografia più celebre del Boléro, la realizzazione di Béjart ha riunito in perfetta corrispondenza musica e danza in un crescendo di sensualità e eccitazione. Il 15 luglio 2007 ha rappresentato alla Teatro alla Scala di Milano uno spettacolo dedicato a Gianni Versace, a dieci anni dalla morte. Il nome del balletto è Grazie Gianni con amore.

### Morte
L'artista negli ultimi anni soffriva di diversi problemi di salute legati al cuore e ai reni, che nel novembre 2007 si erano aggravati, costringendolo a un ricovero presso l'ospedale universitario di Losanna, dove Béjart morì il 22 novembre. Il coreografo era ancora in piena attività, a Losanna dirigeva da 20 anni il Bbl (Béjart Ballet de Lausanne), e stava preparando il suo ultimo spettacolo, Il giro del mondo in 80 minuti, che avrebbe dovuto debuttare nel dicembre 2007.

## Vita privata
Nel 1974 si convertì all'Islam sciita. Nel 2007, poco prima di morire, ottenne la cittadinanza svizzera. Era dichiaratamente omosessuale.

## Opere principali
- 1955: Symphonie pour un homme seul (Parigi)
- 1957: Sonate à trois (Essen)
- 1958: Orphée (Liegi)
- 1959: Le Sacre du printemps (Bruxelles)
- 1960: Boléro (Bruxelles)
- 1964: IXe Symphonie (Bruxelles)
- 1966: Roméo et Juliette (Bruxelles)
- 1967: Messe pour le temps présent (Avignone)
- 1968: Bhakti (Avignone)
- 1970: L'uccello di fuoco (Parigi, Bruxelles)
- 1972: Nijinski, clown de Dieu (Bruxelles)
- 1975: Pli selon pli (Bruxelles)
- 1975: Notre Faust (Bruxelles)
- 1976: Eliogabalo (Milano)
- 1978: Petruška (Bruxelles)
- 1980: Eros Thanatos (Atene)
- 1981: Les chaises (Rio de Janeiro)
- 1982: Wien, Wien, nur du allein (Bruxelles)
- 1983: Messe pour le temps futur (Bruxelles)
- 1984: Les chaises II (Bruxelles)
- 1987: Souvenir de Léningrad (Losanna)
- 1988: Piaf (Tokyo)
- 1989: 1789... et nous (Parigi)
- 1990: Pyramide (Il Cairo)
- 1991: Tod in Wien (Vienna)
- 1992: La Nuit (Losanna)
- 1993: M (Tokyo)
- 1995: À propos de Shéhérazade (Berlino)
- 1997: Le Presbytère... (Parigi)
- 1999: La Route de la soie (Losanna)
- 2000: Enfant-roi (Versailles)
- 2001: Tangos (Genova)
- 2001: Manos (Losanna)
- 2002: Mère Teresa et les enfants du monde
- 2003: Ciao Federico en hommage à Federico Fellini
- 2005: L'amour - La danse
- 2006: Zarathoustra
- 2007: Béjart: Best of
- 2007: Grazie Gianni con amore